# Philodromus orarius
Philodromus orarius este o specie de păianjeni din genul Philodromus, familia Philodromidae, descrisă de Schick, 1965. Conform Catalogue of Life specia Philodromus orarius nu are subspecii cunoscute.